# Centromochlus punctatus
Centromochlus punctatus är en fiskart som först beskrevs av Mees, 1974.  Centromochlus punctatus ingår i släktet Centromochlus och familjen Auchenipteridae. Inga underarter finns listade i Catalogue of Life.